# بیلی جوی
بیلی جوی (انگلیسی: Billy Joy؛ 20 June 1863 – ۱۹۴۷ (۸۳−۸۴ سال)) بازیکن فوتبال اهل بریتانیا بود.
از باشگاه‌هایی که در آن بازی کرده‌است می‌توان به باشگاه فوتبال بلکبرن روورز اشاره کرد.